# Incompatibilitat Rh
La incompatibilitat Rh  és el terme que se li dona en medicina a una forma de malaltia hemolítica del nounat que es desenvolupa quan una dona embarassada té sang Rh negativa i el nadó que porta al seu ventre té sang Rh positiva. Quan els glòbuls vermells del fetus entren en contacte amb el torrent sanguini de la mare per la placenta, el sistema immunitari de la mare tracta a les cèl·lules fetals Rh positives com si fossin una substància estranya i crea anticossos contra les cèl·lules sanguínies fetals, destruint els glòbuls vermells circulants d'aquest en el moment que els anticossos anti-Rh positius travessen la placenta fins al fetus.

## Patogènia
La incompatibilitat Rh pot ocórrer per dos mecanismes principals. El tipus més comú es produeix quan una dona embarassada amb el grup sanguini Rh negatiu s'exposa als glòbuls vermells Rh positiu de la sang fetal secundària a una hemorràgia maternofetal en el curs d'un avortament espontani o induït, certs traumes i procediments obstètrics invasius o un part normal. La incompatibilitat Rh pot ocórrer també quan una dona Rh negatiu rep una transfusió de sang d'un donant Rh positiu. En part, aquesta és la raó per la qual els bancs de sang prefereixen transfondre amb sang tipus "0 negatiu" o "tipus 0, Rh negatiu", com el donant universal en situacions d'emergència quan no hi ha temps per realitzar un tipatge i encreuament de sang.
La quantitat de sang fetal necessària per produir incompatibilitat Rh varia. En un estudi, menys d'1 ml de sang Rh positiva era suficient per sensibilitzar a voluntaris amb sang Rh negativa. En canvi, altres estudis han suggerit que el 30% dels subjectes amb sang Rh negativa mai van desenvolupar incompatibilitat Rh, fins i tot quan se'ls va desafiar amb grans volums de sang Rh positiva. Un cop sensibilitzats, dura aproximadament un mes perquè els anticossos Rh de la mare s'equilibrin amb la circulació fetal. En el 90% dels casos, la sensibilització es produeix durant el part, per tant, la majoria dels lactants primogènits amb Rh positiu fills de mares Rh negatives no es veuran afectats degut el curt període des de la primera exposició del fetus Rh positiu fins al naixement del nen és insuficient per produir una important resposta d'anticossos IgG materns.
morir en l'úter per l'anèmia hemolítica induïda per la quantitat massiva d'anticossos.
El risc de sensibilització depèn en gran manera dels següents 3 factors:
- Volum de l'hemorràgia transplacentària
- Extensió de la resposta immune materna
- Presència concomitant d'incompatibilitat AB0

La incidència de la incompatibilitat Rh en la mare Rh negatiu, que és també AB0 incompatible es redueix dramàticament a 1-2% i es creu que es produeixen perquè el sèrum de la mare conté anticossos contra el grup sanguini AB0 del fetus. Els pocs glòbuls vermells de la sang fetal que es barregen amb la circulació materna són destruïts abans que la sensibilització Rh pot procedir a gran amplitud. Afortunadament, la incompatibilitat AB0 no sol causar greus seqüeles.

## Diagnòstic

### Atenció prenatal
Cap símptoma físic permet predir si existeix una incompatibilitat Rh durant un embaràs. Cada dona que quedi embarassada ha de determinar la seva grup sanguini. Per a les pacients embarassades amb un grup Rh negatiu, s'han de fer proves sanguínies per detectar si s'ha desenvolupat anticossos que demostrin al·loimmunitzacions causades per quantitats molt petites d'hemorràgia fetomaterna. Si es detecten nivells elevats que sospitin una hemorràgia important (> 30 ml de sang), se sol recórrer al Test d'Kleihauer-Betke, que és una mesura quantitativa dels glòbuls vermells fetals a la sang materna. El Kleihauer-Betke pot ser valuós per determinar si s'ha d'administrar una dosi prenatal d'immunoglobulines Rh. En general, la quantitat d'IgG Rh necessaris per al tractament després de la sensibilització amb sang fetal és d'almenys 15 mcg/ml de eritròcits fetals. Ocasionalment es recorre a una amniocentesi per determinar a quin grau la sensibilització materna ha impactat al fetus.
L'ecografia i el Doppler són actualment dues eines fonamentals en el maneig del fetus de mare Rh (-), ja que permeten avaluar l'estat dels òrgans fetals principalment involucrats en la malaltia. En general es busquen evidències de ascites en el fetus o edema de teixits tous, els quals són signes seriosos d'hidropesia fetal. Altres signes possibles per ultrasò inclouen cardiomegàlia, hepatomegàlia i vessament pleural.

### Atenció postnatal
Immediatament després del naixement de qualsevol nen amb una mare Rh negativa, s'ha d'examinar la sang del cordó umbilical del nadó per determinar el grup sanguini AB0 i el Rh del nounat, mesurar els nivells d'hemoglobina i el seu hematòcrit, una anàlisi del nivell de bilirubina sèrica, obtenir un frotis de sang que pot revelar destrucció eritrocitària, i realitzar una prova de Coombs directa. Un Coombs directe positiu confirma el diagnòstic de la presència d'una anèmia hemolítica induïda per anticossos, el que suggereix la presència d'incompatibilitat AB0 o Rh.
Els nivells elevats de bilirubina sèrica, l'hematòcrit baix, i un elevat recompte de reticulòcits en el nounat poden ajudar a determinar si cal una transfusió de sang. En centres assistencials amb experiència i sota la vigilància d'una unitat de cures intensives Neonatològiques, és possible realitzar una exanguinotransfusió, preferentment en els lactants que neixen amb eritroblastosi fetal, hidropesia fetal, o kernicterus.